# Foloi
Foloi (Grieks: Φολόη) is een deelgemeente (dimotiki enotita) van de fusiegemeente (dimos) Archaia Olympia, in de Griekse bestuurlijke regio (periferia) West-Griekenland.
Foloi ligt in het voormalige departement Ilia en telt 4870 inwoners.